# Samsung Galaxy S10
Samsung Galaksi S10 je linija Android pametnih telefona koje proizvodi Samsung Electronics. Serija Galaksi S10 je svečana serija 10-godišnjice vodeće linije Samsung Galaksi S. Samsung Galaxy Unpacked 2019 su 20. Februara, 2019. godine počeli sa isporukom 8. marta 2019. godine, a u nekim regionima kao što su Australija i Sjedinjene Američke Države počeli su da se isporučuju 6. marta 2019. godine. To je deseta generacija Galaksi S telefona.
Kao što je učinjeno od Galaksi S9, Samsung je predstavio model Galaksi S10 i Galaksi S10+ koji se razlikuju prvenstveno po veličini ekrana i dodatnoj prednjoj kameri na S10+. Pored toga, Samsung je predstavio i manji model poznat kao Galaksi S10e, kao i veću, 5G kompatibilnu verziju, Galaksi S10 5G.
Cene lansiranja Galaksi S10e, S10 and S10+ su počele od $749, $899 and $999.

## Specifikacije

### Hardver
S10 linija sadrži četiri modela sa različitim hardverskim specifikacijama; glavna S10 i S10+ odnosno odlika 6,1 i 6,4-inču 1440p "Dynamic AMOLED" prikazuje sa HDR10+ podrškom i tehnologijom  "mapiranje dinamičnog zvuka". Ekrani imaju zakrivljene ivice koje se nalaze iznad horizontalnih ivica uređaja. Za razliku od prethodnih Samsung telefona, njihove izložene kamere zauzimaju zaokruženi rez u blizini gornjeg desnog ekrana, a oba modela koriste ultrasonic in-screen fingerprint reader. Uz istovremenu bolju učinkovitost na optičkim čitaocima otisaka prstiju na ekranu koji su uveli drugi noviji telefoni, oni nisu kompatibilni sa svim zaštitnikom ekrana (zbog toga se S10 i S10+ isporučuju sa unapred instaliranim zaštitnikom plastičnih ekrana.
Međunarodni modeli S10 koriste Exynos 9820 sistem-na-čipu, dok Američki, Јužnoamerički i Kineski modeli koriste Qualcomm Snapdragon 855. Dva uređaja se prodaju sa 128 ili 512 GB interne memorije, a S10 + se takođe prodaje u modelu od 1-terabajt model. Oni sadrže 3400 i 4100 mAh baterije, podržavaju Qi induktivno punjenje, i mogućnost punjenja drugih Qi-kompatibilnih uređaja od sopstvenog napajanja baterije.
S10 poseduje podešavanje kamere sa više objektiva sa zadnje strane; Zadržava dual-aperture 12-megapikselne i 12-megapikselne telefoto objektive Galaki S9 +, ali i dodaje ultra širokougaoni objektiv od 16 megapiksela. Prednju kameru na S10 + prati drugi RGB senzor dubine, koji je Samsung rekao da će poboljšati kvalitet foto efekata i augmented reality proširenih filtera za slike u stvarnom svetu. Oba seta kamera podržavaju 4K video snimanje i HDR10 +. Softver kamere sadrži novu "Shot Suggestion" funkciju koja pomaže korisnicima, "Artistic Live Filters", kao i mogućnost postavljanja poostova i storija direktno na Instagram.
Pored glavnih S10 i S10 +, Samsung je predstavio i dva dodatna modela. S10e je smanjena verzija modela S10, sa manjim, ravnim 5,8-inčnim 1080p ekranom bez zaobljenih ivica. Čitač otisaka prstiju nalazi se unutar dugmeta za napajanje sa strane, a ne na ekranu, a isključuje telefoto kameru od 12 megapiksela modela S10 (ali još uvek ima 12-megapikselnu i 16-megapikselnu ultra-širokokutnu sliku). Pored toga, Samsung je najavio veći model premium modela phablet poznat kao S10 5G: sadrži podršku za 5G bežične mreže, 6,7-inčni ekran, 256 ili 512 GB ne-proširivog prostora za skladištenje, dodatni 3D vremenski period kamere na prednjoj i zadnjoj strani i baterija od 4.500 mAh. Ovaj model će privremeno biti ekskluzivan za Verizon Wireless na lansiranje 2019.godine pre nego što se proširi na druge nosače u nekoliko nedelja nakon lansiranja.

### Softver
S10 serija se isporučuje sa Android 9.0 "Pie". Oni su prvi Samsung pametni telefoni koji se isporučuju sa velikom obnovom Samsungovog Android korisničkog iskustva poznatog kao One UI. Glavni element dizajna jednog korisničkog interfejsa je namerno repozicioniranje ključnih elemenata korisničkog interfejsa u aplikacijama na zalihama da bi se poboljšala upotrebljivost na velikim ekranima. Mnoge aplikacije uključuju velika zaglavlja koja pomeraju početak sadržaja ka centru ekrana, dok se navigacione kontrole i drugi pozivi često prikazuju na dnu ekrana.

### Dizajn
Telefon nove generacije je tako dizajniran da ne samo što odskače od ostalih, već se i jasno vide sve njegove prednosti. Infinity-O displej pruža zaista neometan prikaz na potpuno nov način. Uklonili smo sve što odvlači pažnju da bismo ti pružili iskustvo kao da si u bioskopu. Zahvaljujući preciznoj laserskoj tehnologiji, kamera je diskretno smeštena unutar displeja i ne utiče na kvalitet slike. Podrazumevana rezolucija kod modela Galaxy S10+ i S10 je Full HD+ i ona se u Podešavanjima može promeniti u Quad HD+. Dostupnost modela i boja zavisi od zemlje ili provajdera. Skener otiska prsta je pomeren sa zadnje na prednju stranu i tako smo napravili revolucionarni senzor na ekranu. On koristi ultrazvučne pulsacije i prepoznaje 3D brazde i neravnine tvog otiska prsta tako da si ti jedina osoba koja ima pristup telefonu. Bezbedan je i pogodan za upotrebu — čak ti dozvoljava da ga otključaš, da prevlačiš sadržaj po njemu i da držiš prst nekoliko sekundi kako bi otvorio željenu aplikaciju. Dostupno kod modela Galaxy S10 i S10+. Galaxy S10e ima skener otiska prsta koji se nalazi u dugmetu za uključivanje. Korisnički interfejs ultrazvučnog skenera otiska prsta je simuliran radi ilustracije. Alijansa FIDO je po prvi put dodelila sertifikat za komponente biometrijske provere identiteta i kompanija Samsung ga je dobila za ultrazvučni detektor otiska prsta kod modela Galaxy S10 i S10+.

### Performanse
Uređaji Galaksi S10e, S10 i S10+ uče i pamte tvoje dnevne navike i šablone i ne uključuju aplikacije koje ne koristiš. Sem toga, adaptivni režim uštede energije upravlja potrošnjom baterije na osnovu predviđanja za taj dan.1 I Galaksi S10+ dolazi sa baterijom kapaciteta do 4100 mAh (tipično), pa možeš više da uživaš a da manje vremena gubiš na punjenje. Dostupno kod modela Galaksi S10+. Model Galaksi S10 ima bateriju kapaciteta 3400 mAh (tipično), a model Galaksi S10e bateriju kapaciteta 3100 mAh (tipično). Zahvaljujući neverovatnoj mogućnosti brzog bežičnog punjenja 2.0, uređaji Galaksi S10e, S10 i S10+ se mogu brže bežično puniti u poređenju sa prethodnim modelima Galaksi telefona uz korišćenje Duo postolja za bežično punjenje kompanije Samsung, a sa turbo ventilatorom ugrađenim u punjač ne moraš više brinuti da li će se telefon pregrejati.

## Prijem
Dan Seifert iz kompanije The Verge ocenio je S10 ocenom 8.5/10, pohvalivši njegov odličan ekran, performanse, trajanje baterije, svestrani sistem kamere i priključak za slušalice. Međutim, napomenuo je da je novi skener otiska prsta na ekranu bio sporiji i da je bolje izgledalo, a performanse fotoaparata nisu bile tako dobre kao što je Pixel 3 u slabom osvetljenju.
Andrei Frumusanu iz AnandTech je saopštio da su performanse Ekinos-a 9820 mnogo bolje od prošlogodišnjeg Ekinos-a 9810, ali je izjavio da Ekinos 9820 još uvek nije mogao da isprati Snapdragon 855. Još nije testirao energetsku efikasnost Ekinos-a 9820.
Marques Brownlee je pohvalio S10-ov korisnički interfejs za poboljšanje upotrebljivosti jedne ruke. Označio je S10+ kao jedan od nekoliko pametnih telefona od 1000 dolara koji su vredni za tu cenu.
Jeffrey Van Camp iz Wired-a ocenio je S10 ocenom 9/10 ; prelepi dizajn za celokupan ekran, zabavne karakteristike, ultrazvučni senzor otiska prsta, bežično punjenje sa deljenjem napajanja i uključivanje slušalica. Njegova primedba je bila da kamera, iako fantastična, još uvek nije mogla da se suprotstavi Pixel 3 noćnim snimcima, bilo bi teško pronaći u meniju za podešavanje ono što želite, bežična podela snage je bila spora i potrebne su ivice za palm rejection.
S10 + je dobio ukupnu ocenu 109 od DxOMark; imao je ocenu od 114, video rezultat od 97, i rezultat od selfija od 96. S10 5G je dobio ukupnu ocenu od 112 (povezujući ga kao najuspešniji telefon na sajtu zajedno sa P30 Pro) sa rezultatom od 117, rezultatom od 100, i rezultatom od selfija od 97.

## Takodje pogledajte
- Samsung Galaksi
- Samsung Galaksi S serije

## Spoljašnje veze
- Званични веб-сајт